# 3516 Rusheva
3516 Rusheva eller 1982 UH7 är en asteroid i huvudbältet som upptäcktes den 21 oktober 1982 av den rysk-sovjetiska astronomen Ljudmila Karatjkina vid Krims astrofysiska observatorium på Krim. Den har fått sitt namn efter den ryska konstnären Nadja Rusjeva.
Asteroiden har en diameter på ungefär elva kilometer och tillhör asteroidgruppen Koronis.